# Lo Pla (Aransís)
Lo Pla és una plana del terme de Gavet de la Conca, al Pallars Jussà, en territori del poble d'Aransís, tot i que s'estén dins del territori veí de Llimiana.
Està situat a ponent del poble d'Aransís, a la dreta del barranc de Xércoles, just en el termenal amb Llimiana.